# Випом
Випом је редак ендокрини тумор који прекомерно производи вазоактивни цревни пептид и доводи до појаве Вернер-Морисоновог синдрома (ВМС) који се манифестује воденом дијарејом, хипокалемијом и ахлорхидријом. 
Випоми обично (у око 90% случајева) потичу из острвских делта ћелија панкреаса, углавном локализован у репу и телу панкреаса.Понекад су повезани са вишеструком ендокрином неоплазијом типа 1. Отприлике 50% до 75% випома је по природи злоћудан тумор, али чак и када је доброћудан (бенигни), проблематичан је јер има тенденцију да изазове специфичан синдром: због огромне величине, са појавом дубоке и хронична воденаста дијареја и резултирајуће дехидрација, хипокалемија, ахлорхидрија, ацидоза, црвенило и хипотензија (од вазодилатација), хиперкалцемија и хипергликемија.
Тумор и синдром су први описали 1958. године амерички ендокринолог Џон В Вернер и патолог Аштон Б Моррисон.

## Називи
Випом - Випов синдром - Вернер-Морисонов синдром (ВМС) по именима лекара који су га описали - Синдром панкреасне колере (због водене дијареје–хипокалемије–ахлорхидрије).

## Епидемиологија
Његова нциденција је око 1 случај на 10.000.000 становника годишње, или мање од 2% свих ендокриних тумора панкреаса. Скоро сви случајеви су спорадични и нису наследни. Випоми су у већини случајева малигни, са присуством метастаза код 50% одраслих особа са випомима. У 30% случајева випоми су бенигни. 

## Патологија
Губитак течности код водене дијареје је до 6-8 литара дневно, што симулира колеру. Дијареја је повезана са ослобађањем вазоактивног интестиналног пептида (ВИП), који опушта глатке мишиће. Овај пептид (ВИП) такође паралише жучну кесу, смањује моторичку активност танког црева и изазива црвенило коже услед опуштања глатких мишића крвних судова.

##### Локализација
- реп панкреаса у ~75% случајева
- симпатички труп у ~20% случајева
- једњак, црева, јетра и бубрези у ~5% случајева[7]

## Клиничка слика
Клинички Вернер-Морисоново синдром карактерише тријада симптома:
- водена дијареја
- хипокалемија
- ахлорхидрија

## Дијагноза
Сви випоми имају заједничке карактеристике иднтичне за све ендокрине туморе панкреаса.

## Терапија
Први циљ лечења је корекција дехидрације. Течности се често дају кроз вену (интравенозне течности) да би се замениле течности изгубљене током дијареје. Следећи циљ је успорити дијареју. Неки лекови могу помоћи у контроли дијареје јер блокира деловање вазоактивног интестиналног пептида (ВИП).
Најбоља шанса за излечење је операција која има за циљ уклањање тумора. Ако се тумор није проширио на друге органе, операција често може излечити болесника.
За метастатску болест, терапија се заснива на примени радионуклидних рецептора пептида Овај третман укључује везивање радионуклида (лутецијум-177 или итријум-90) на аналог соматостатина (октреотат или октреотид). Ово је нов начин да се испоруче високе дозе бета зрачења за убијање тумора. 
Неки болесници реагују и на комбинацију хемотерапије под називом капецитабин и темозоломид, али нема извештаја да је она потпуно излечила све болеснике випомом.